# 1663
سنة 1663 كانت سنة بسيطة تبدأ يوم الإثنين (الرابط يظهر نموذج التقويم الكامل للسنة) من التقويم اليولياني.

## أحداث
- بداية الحرب العثمانية-النمساوية في 1663 والتي انتهت في 1664.
- 12 أبريل - الموافق 4 رمضان 1073 هـ: أعلنت الدولة العثمانية الحربَ على ألمانيا بعد 56 عامًا من معاهدة سيتفاتوروك التي أوقفت الحرب السابقة بين الجانبين، وكان سبب الحرب هذه المرة هو بناء الألمان قلعة حصينة على الحدود مع الدولة العثمانية.

## مواليد
- أماليا فون كونيغسمارك
- تولي بي
- جان باتيست ريجيس مبشّر فرنسي
- جوزيف بليك سياسي من الولايات المتحدة الأمريكية
- طوبال عثمان باشا قائد عسكري وصدر أعظم عثماني
- فيليب برتراند فنان فرنسي
- كوتن ميذر
- مانويل مارتي

## وفيات
- فرانشيسكو ماريا جريمالدي